# Кондово
 Тази статия е за селто в България.  За селото в Северна Македония вижте Кондово (Община Сарай).  
Кондово е село в Южна България, община Ивайловград, област Хасково.

## Икономика
В селото се отглежда тютюн, сусам, жита, ръж и най-различни зърнени култури. Хората там са много добри и дружелюбни. През целия си живот се занимават със земеделие.